# You Shook Me
A You Shook Me a Led Zeppelin 1969-es Led Zeppelin című, debütáló albumának harmadik dala. Eredetileg egy blues szerzemény, amit Willie Dixon és J. B. Lenoir írt. Először Earl Hooker vette fel hangszeres változatban, majd 1962-ben ehhez adták hozzá Muddy Waters énekét. A Chess Records által kiadott kislemez Waters 1960-as évek eleji legsikeresebb kislemezévé vált, és később több rockzenész is feldolgozta. Ezek közül a két legismertebb a Jeff Beck Truth című albumán, illetve a Led Zeppelin első albumán hallható változat.

## Történet

### Előzmények (Earl Hooker verziója)
A "You Shook Me" egy tradicionális bluestéma, és mint ilyen nem lehet pontosan tudni, hogy ki játszotta legeslegelőször. A legkorábbi feljegyzések a számmal kapcsolatban 1961-re tehetőek, amikor május 3-án a Chief Records session felvételén az amerikai bluesgitáros Earl Hooker instrumentális változatban rögzítette. A felvétel kezdetekor Hooker és zenésztársai egy "bemelegítő" számot kezdtek el játszani, amit a korábbi Hooker dalok szerint lazán és spontán módon vezettek elő. A tradicionális témát egy olyan ritmikus elemmel társították, amely a blues standard Rock Me Baby dalhoz hasonlítható. A felvételt rögzítették, amely Hooker számára egy darabig valószínűleg ismeretlen maradt a későbbiekben. A.C. Reed elmondása szerint, aki tenor szaxofonon játszott a dal felvételekor, minden lazán és spontán módon állt össze: Csak felmelegítettünk néhány tradicionális standard témát. Hooker éppen elindult rajta, elkezdett játszani, mi meg nem is vágtuk ezt a dallamot. A producer Mel London meghagyta a próbafelvételt, mivel szerinte olyan jól hangzott, hogy azon utólag már nem is kellett semmit módosítani. Hooker nagyon jól elkapta a lényeget, éppen olyan volt, amit vártál tőle,  tudod, kiszámíthatatlan.
A Chief kiadó fő tulajdonosa és producere Mel London a "Blue Guitar" címet adta a szerzeménynek és 1962-ben egyedülálló kiadásként kiadta az Age Records fő leányvállalatán keresztül. Hooker szerepel művész és íróként, Reed és Ernest Cotton pedig tenor szaxofonokon illetve gitáron kísérték, Johnny "Big Moose" Walker orgonán, Ernest Johnson elektromos basszuson és Bobby Little pedig dobon. Hooker életrajzírója Sebastian Danchin szerint a "Blue Guitar" a bluesmuzsikus kedvenc darabjának számít, mivel a legmagasabb szinten jelenik meg benne az ízlés, a virtuozitás, a puszta egyszerűség és a tiszta kreativitás. Robert Nighthawk slide-blues gitárost is megihlette a darab, aki kiemelte a dallal kapcsolatban Hooker kifogástalan kifejezését és pontosságát. A kislemez Chicagóban népszerűvé vált, és kelendő lett a bluesmuzsikusok között. Sok chicagói blues zenész felvette a "Blue Guitar" dalt a szettjeihez, és rendszeresen helyet kapott olyan más népszerű instrumentumok mellett, mint például Bill Doggett Honky Tonk vagy Freddie King Hide Away című dalai.

### Muddy Waters verziója
A Chess Records tulajdonosa és producere Leonard Chess hallotta a "Blue Guitar" dalt, és úgy gondolta, hogy nagyobb potenciál van benne annál, mint amennyit addig elért. Chess ekkoriban éppen Muddy Watersel dolgozott, és arra gondolt, hogy vele újra kiadhatná a dalt. Gyorsan felkereste Mel Londont, hogy felhasználhassa Hooker hangszeres verzióját. A felek megállapodtak abban, hogy az eredeti felvételhez Waters csak a hangját adja. A dalszöveget a Chess kiadónál dolgozó dalszerző Willie Dixon írta meg, de J. B. Lenoir is hozzáadhatott valamennyit, mivel ő is fel lett tüntetve szerzőként. Lenoir önállóan soha nem rögzítette a dalt, és az íróként való feltüntetés kivételével nincs pontos információ a részvételéről. A dal szövege gyakran kerül összehasonlításba olyan számokéval, amelyeket szintén Dixon írt más Chicago blues-művészek számára. Ilyen többek között Otis Rush I Can’t Quit You Baby című szerzeménye, vagy Waters Mad Love című dala. A "You Shock Me"  bemutatja egy házas férfi házasságon kívüli ügyeinek következményeit, valamint tükrözi a blues egy gyakori témáját, amelyet az alábbi sorok szemléltetnek a legfőképpen: You know you shook me, baby, you shook me all night long (2×) Oh, you know you kept on shakin' me darlin', 'til you done messed up my happy home.

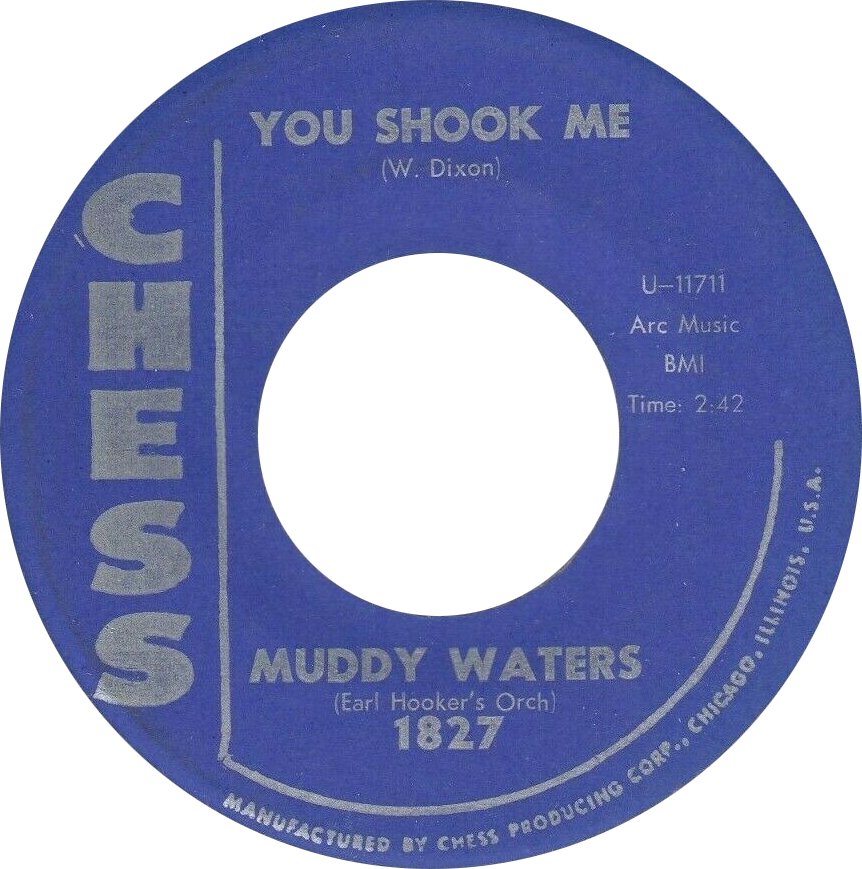
Muddy Waters kislemezének A oldala

A "You Shook Me" egyedülálló Muddy Waters dalai között, mivel ez volt az első alkalom, hogy kereskedelmi forgalomba hozott lemezre overdubbed technikával (amely során a zenei darabot kétszer vagy többször rögzítik) rögzítették az énekét. A dalt nem vették újra új zenészekkel, hanem Waters 1962. június 27-én ráénekelt Hooker 1961-es felvételére. Az így elkészült szám a "You Shook Me" címet kapta, amely a "Blue Guitar" felvételének felhasználása révén egy közepesen lassú, tizenkét ütemű blues, amelyet pontosabban 12/8-os tempóban adnak elő. A szám hangszeres részei valamelyest megkülönböztethetőek Hooker felvételétől, mivel Waters megduplázta Hooker gitár részeit. Waters életrajzírója, Robert Gordon megjegyezte, hogy mesterkéltsége ellenére, a dal "meglepően jól működött", nagyrészt a zenészek közös hátterének köszönhetően (mindketten Mississippi-delta térségéből származnak). A kislemezen kiadott dal viszonylag sikeres lett, de nem ért el nagy sikereket a listákon. 1962 októberében Muddy Waters még három további Earl Hooker instrumentális dalt adott ki, amelyekhez szintén Willie Dixon írt dalszövegeket. Ezek közül az egyik a You Need Love volt, amely szintén sikeres lett, és később a Led Zeppelin erre alapozta a Whole Lotta Love című dalát, amely ismertségben felülmúlta Waters kislemezen is kiadott verzióját.
Az Egyesült Királyságban a Pye Records ezeket a Muddy Waters/Earl Hooker dalokat 1963-ban négy dalos, hosszabb lejátszású (45 fordulat/perc) középlemezen (EP-n) adta ki. A korabeli visszaemlékezések alapján ez az EP sok fiatal muzsikusra volt hatással, többek között a tinédzser éveikben járó Jeff Beck és Jimmy Page egyaránt kedvelte. Ez időtájt Giorgio Gomelsky zenei impresszárió, filmrendező, producer, egy találkozót szervezett, ahol Dixon, Howlin’ Wolf, és Sonny Boy Williamson II blueszenészekkel együtt bemutatta, a még kiadatlan "You Shook Me" és Little Red Rooster (Howlin’ Wolf száma) dalokat. A találkozón olyan ifjú zenészek is jelen voltak, mint Page, Eric Clapton, Brian Jones vagy John Mayall. Dixon később visszaemlékezett rá, hogy több dalt is bemutatott, amikor ott volt, és ezek nagyrészét később a Yardbirds és a Rolling Stones is lemezre vette.

### The Jeff Beck Group verziója
Jeff Beck angol gitáros 1968 májusában rögzítette saját verzióját a The Jeff Beck Groupra elkeresztelt zenekara számára. A felvétel a Truth című albumára került fel, és a hard rock stílusú átirat a koncertjeik egyik kiemelkedő darabja lett. Beck életrajzírója Martin Power külön kiemelte, Beck gitárja és Rod Stewart hangja közötti dinamikus interakció vonzerejét. Beck fuzz-box és wah-wah pedál effekteket alkalmazott Stewart énekéhez és saját szólójának kiterjesztéséhez. Beck előadása kifejezetten élvezetes, amellyel a korszak brit bluesának fontos momentumát fektette le. Stewart hangja némileg a háttérbe is lett keverve Beck gitárjához viszonyítva, ami stílusilag közelebb áll a soulhoz, mint a blueshoz. A dobos Mick Waller lassú, csoszogó tempót hoz a verzék alatt, amit legfőképpen a lábcinek feszes használatával ér el, majd elengedi magát, hogy megfelelő alapot szolgáltasson Beck számára. Nicky Hopkins csak némi zongoradíszitéssel járult hozzá a végeredményhez, ugyanis a dalban hallható Hammond-orgona részeket a Led Zeppelin későbbi basszusgitáros-billentyűse, John Paul Jones játszotta fel. Jones a Thruth több dalában is felbukkant vendégként, basszusozott a Hi Ho Silver Lining és a Beck's Bolero dalokban, valamint az Ol' Man Riverben orgonán játszott.
A dal vége feedback technika használatával ér véget (audio visszacsatolás), amelyről a lemez kisérőszövegében így fogalmazott a gitáros: Ezek valószínüleg a valaha felvett legdurvább hangok, amiket olyankor kell hallgatni, amikor az ember dühös vagy elszállt. A dal utolsó hangjánál elhányta magát a gitárom. Jeff Beck kiadója a Columbia ugyan megkezdte a dal (45-ös percenkénti fordulatszámmal forgó) promóciós terjesztését, a kislemez végül nem került kiadásra a nagyközönség számára. A dal Jeff Beck több válogatásalbumára is felkerült.

### Led Zeppelin verziója
A brit zenekar feldolgozása az 1969. január 12-én megjelent debütáló albumára került fel. Az együttes előadásában is megmaradt tradicionális bluestéma, ami egyedülálló hangot üt meg sajátos stílusuk előadásában. Hat és fél percével lényegesen hosszabb, mint Muddy Waters vagy Jeff Beck felvétele. A dalról sugárzik a jó kedély, és az ebből fakadó gondtalanság. A szerzemény szigorú hangszerelés eredménye, mégis úgy hangzik, mint valami lebújban előadott, késő éjjeli örömzene. A Zeppelin is tartja magát a tizenkét ütemű, lassú blues tempóhoz, ami csak a dal gitárszólójának szünetei alatt jelent kivételt. A dobos John Bonham erősen korlátozza a cinek használatát, az ütemet csak a kisérőcinnel jelzi, míg a lábcin a lábdobbal szól uniszónóban. A nyitó és záró vokális szakaszok során Page megtartja Earl Hooker gitártémáit, de jelentős mennyiségű effekt felhasználásával nyújtja őket, miközben Robert Plant énekhangja megegyezik a gitáros lejátszott hangjaival. Plant Willie Dixon dalszövegét használja, de belefoglalja Robert Johnson Stones in My Passway dalának egyes részleteit is: (I have a bird that whistles and I have birds that sings).
A lassú, ernyedt tempó hamar megnyitja a teret a zenészek kibontakozásának. A hangszeres szólók három, 12 ütemű részből állnak, amelyeket Jones nyit meg orgona szólójával. A felvétel során Jones orgonán és elektromos zongorán egyaránt játszott, teljesen eltérő felfogásban, mint Beck felvételén, ezáltal billentyűi más karaktert adnak a Zeppelin verziójának. A basszushangokat az orgona pedáljával szolgáltatja Jones, amit overdubbed technikával rögzítettek a felvételek során. A billentyűs hangszerek szólója után Plant következik, aki blues stílusú szájharmonikaszólót mutat be. A hangszerrel saját énekelt sorait "üldözi", mely során a hajlítások és a torzítás adta lehetőségeket is kihasználja. Ezt követi 4:01-nél Page blues gitárszólója, amely 1 percig tartó hossza után tovább folytatódik a dal, ott ahol a szólók előtt abbamaradt. A szerzemény végén egy híressé vált ének-gitár kettős hallható, amely nagyban hozzájárult ahhoz, hogy Plant-et 1969-re élvonalbeli énekesnek kezdték tartani. Page Robert Plant sikolyainak és saját gitárjának hangzását a visszafelé játszott visszhanggal érte el. Ez azt eredményezi, hogy a visszhang előbb hallatszik, mint maga a hang. Ezt úgy érte el, hogy a szalagot megfordította, visszhangosította, majd újból megfordította. Page először a The Yardbirds Ten Little Indians című dalának felvétele közben alkalmazta ezt az eljárást.
A You Shook Me volt a Led Zeppelin egyik első dala, melyben a bluesra jellemző kérdés-felelet szerkezetet használták. Ez későbbi albumaikon és koncertjeiken fontos szerepet kapott. Mivel a dalban mind a négy zenész bizonyítja képességeit, korai koncertjeik állandó darabjává vált, ahol improvizációkkal kibővítve, hosszabban adták elő. Folyamatos jelleggel 1969. októberéig játszották, majd ezt követően már csak alkalmanként, végül 1973-tól egyáltalán nem játszották, mert újabb albumaikról egyre több dalt adtak elő. A BBC Sessions című 1969-es Led Zeppelin koncertlemezen két Londonban rögzített verziója is szerepel, az egyik 5:14, a másik 10:19 hosszúságú. A 2003-ban kiadott Led Zeppelin DVD-n egy közjáték részeként részletek hangzanak el a számból, beépítve a How Many More Times dzsemmelős középrészébe. A felvétel 1970. január 9-én került rögzítésre a londoni Royal Albert Hallban. Jimmy Page 1999-es turnéján a The Black Crowesszal játszotta a dalt. Egy koncertfelvétel az együttes Live at the Greek című albumára is felkerült.
Mivel a Led Zeppelin feldolgozása csak néhány hónappal Beck albuma után jelent meg, a gitáros saját ötletének ellopásával vádolta az együttest. Ez és a két album általános hasonlósága komoly ellenségeskedéshez vezetett Beck és Jimmy Page között, akik gyermekkoruk óta barátok voltak. Page szerint „Becknek és nekem elég hasonló zenei ízlésünk volt, ennyi a titok. Mindketten játszottuk ezeket a dalokat különböző zenekarokban, és csak azután mondták nekem, hogy ő is rögzítette, miután már mi is felvettük a saját változatunkat, hallani meg csak még később volt szerencsém. Amikor szóltak, egyből arra gondoltam: te jó isten, tök ugyanolyan lesz a kettő! De erről szerencsére szó sem volt." A Zeppelin verziójának a billentyűs hangszerek más karaktert adnak, és Plant erőteljes éneke valamint Bonham kemény dobjai révén az egész szám jóval erőteljesebb. Ezenkívül Beck verziójában Rod Stewart csak két versszakot énekel. A korabeli kritikák többnyire Beck oldalán álltak, és a gitároshoz hasonlóan plagizálással vádolták a zenekart. Page később hozzátette, hogy Jones - aki szerepelt Beck verziójában is -, nem szólt róla semmit, valószínűleg nem tudta, hogy ugyanaz a szám, mert a két változat annyira különbözik egymástól. Beck életrajzírója, Annette Carson azonban megjegyezte, hogy az NME számára, Billy Altmannak adott 1976-os interjú során Beck tanúsította, hogy Page ismerte az ő verzióját. Kifejtette, hogy akkoriban a Led Zeppelin későbbi menedzsere Peter Grant több amerikai koncert alkalmával is elkísérte a Jeff Beck Group zenekart, akivel Page is vele volt városról városra. Ezt később, egy nyolcvanas évekbeli amerikai rádióműsorban Rod Stewart is megerősítette. Carson hozzátette: Becknek és Stewartnek is élénk emlékei vannak arról, hogy Jimmy Page az amerikai nyári turnén velük utazott, ezáltal nyilvánvalóan meghallgatta az összes anyagot. Mick Wall a When Giants Walked the Earth: A Biography of Led Zeppelin című könyv szerzője azt írta művében, hogy Peter Grant a Truth albumból még a megjelenése előtt adott Page-nek egy előzetes példányt, és eléggé elképzelhetetlennek tűnik, hogy John Paul Jones egyáltalán nem említette volna, hogy Hammond orgonán játszott az anyagon.
A későbbi kritikák már többnyire pozitívabban írnak a dalról. Az AllMusic egyik kritikusa Bill Janovitz egy pompás és kemény posztpszichedelikus blues-rock dalként írta le, amelyben egészséges adagokat kapunk Robert Plant énekéből és Jimmy Page tüzes gitárjátékából. Az első album deluxe edition féle újrakiadása kapcsán, retrospektív recenziójában Sheldon Pearce szintén dicsérte a dalt. A Consequence of Sound munkatársa remekműként jellemezte, melyben kiemelte Plant énekét és a tempót. Pearce azt írta, hogy Plant sokszor olyan hajlításokat tesz, mintha egy nyúllyukba zuhanna. Hozzátette, hogy a dal hirtelen ér véget, így az embernek kevés ideje marad arra, hogy megeméssze a hallottakat. Keith Shadwick a Led Zeppelin The Story of a band and their music, 1968-1980 című könyv szerzője Page gitárszólóját emeli ki, mint a dal legkiemelkedőbb részét, valamint jobbnak tartja mint Beck verzióját. Elmondása szerint Beck változatának általános irányvonala és szándéka homályos, melynek fegyelme és a produkció minősége meg sem közelíti a Zeppelin verzióját. „A Zeppelin verziójában - nagyon is helyénvaló módon - Plant hangja kerül a középpontba, és Page feldolgozása fantáziadúsabb. Erre - részben vagy teljes mértékben - magyarázatot adhat az, hogy Page teljhatalommal rendelkezett a stúdióban, míg Becknek névlegesen még mindig Mickie Most volt a producere.”

## Közreműködők
- Jimmy Page – gitár
- Robert Plant – ének, szájharmonika
- John Paul Jones – basszusgitár, billentyűs hangszerek
- John Bonham – dobok

## Bibliográfia
- Chris Welch: Led Zeppelin: Dazed and Confused: The Stories Behind Every Song, ISBN 1-56025-818-7
- Dave Lewis: The Complete Guide to the Music of Led Zeppelin, ISBN 0-7119-3528-9
- Akkerman, Gregg. Experiencing Led Zeppelin: A Listener's Companion. Rowman & Littlefield (2014). ISBN 978-0810889163
- Beck, Jeff. Truth, The Jeff Beck Group, Columbia Records. SCX 6293 (1968)
- Carson, Annette. Jeff Beck: Crazy Fingers. Backbeat Books (2001). ISBN 0-87930-632-7
- Chess. Muddy Waters: Chess Box, Muddy Waters, Chess/MCA Records. CHD3-80002 (1989). OCLC 154264537
- Danchin, Sebastian. Earl Hooker: Blues Master. University Press of Mississippi (2001). ISBN 1-57806-306-X
- I Am the Blues. Da Capo Press (1989). ISBN 0-306-80415-8
- Gordon, Robert. Can't Be Satisfied: The Life and Times of Muddy Waters, 1st., Little, Brown (2002). ISBN 0-316-32849-9
- Inaba, Mitsutoshi. Willie Dixon: Preacher of the Blues. Scarecrow Press (2011). ISBN 978-0-8108-6993-6
- Power, Martin. Hot Wired Guitar: The Life of Jeff Beck. Omnibus Press (2011). ISBN 978-1-84938-869-6
- Shadwick, Keith. Led Zeppelin: The Story of a Band and Their Music 1968–1980, 1st., Backbeat Books (2005). ISBN 978-0-87930-871-1
- Wall, Mick. When Giants Walked the Earth: A Biography of Led Zeppelin. St. Martin's Griffin (2010). ISBN 978-0-312-59039-0
- (1991) „The Complete Muddy Waters Discography”. Blues & Rhythm (200).